# Astrid Allwyn
Astrid Allwyn (27 de noviembre de 1905 - 31 de marzo de 1978) fue una actriz estadounidense de cine y teatro.
Estudió baile y artes dramáticos en la ciudad de Nueva York. Allwyn hizo su debut en Broadway en 1929 en la obra Street Scene. Destacan de su filmografía las obras Love Affair y Mr. Smith Goes to Washington. Su primer esposo fue el actor Robert Kent. Ambos aparecieron en la película Dimples de Shirley Temple. Se divorciaron en 1941. Astrid se casó nuevamente, esta vez con Charles O. Fee, y permaneció con él hasta 1978, fecha en la que falleció de cáncer. Dos de sus hijas, Vicki y Melinda O. Fee, también se convirtieron en actrices.

## Filmografía parcial
- Lady with a Past (1932)
- Love Affair (1932)
- The Girl from Calgary (1932)
- Hello, Sister! (1933)
- Servants' Entrance (1934)
- Mystery Liner (1934)
- One More Spring (1935)
- Hands Across the Table (1935)
- Charlie Chan's Secret (1936)
- Follow the Fleet (1936)
- Dimples (1936)
- Stowaway (1936)
- International Crime (1937)
- Venus Makes Trouble (1937)
- Love Affair (1939)
- Miracles for Sale (1939)
- Mr. Smith Goes to Washington (1939)
- Reno (1939)
- City of Missing Girls (1941)
- No Hands on the Clock (1941)
- Melody for Three (1941)